# Zonocerus elegans
Zonocerus elegans är en insektsart som först beskrevs av Carl Peter Thunberg 1815.  Zonocerus elegans ingår i släktet Zonocerus och familjen Pyrgomorphidae.

## Underarter
Arten delas in i följande underarter:
- Z. e. angolensis
- Z. e. elegans

## Bildgalleri

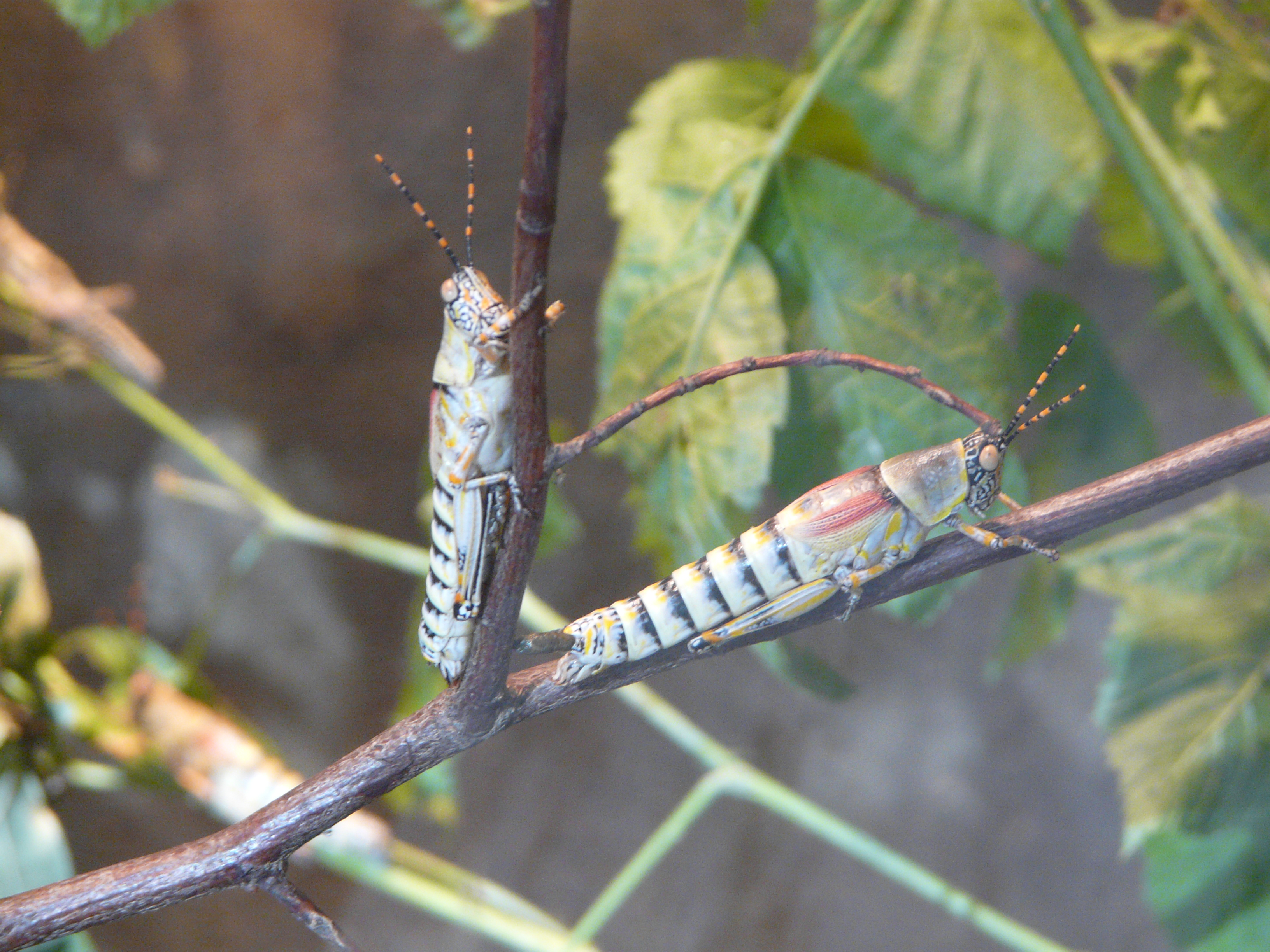
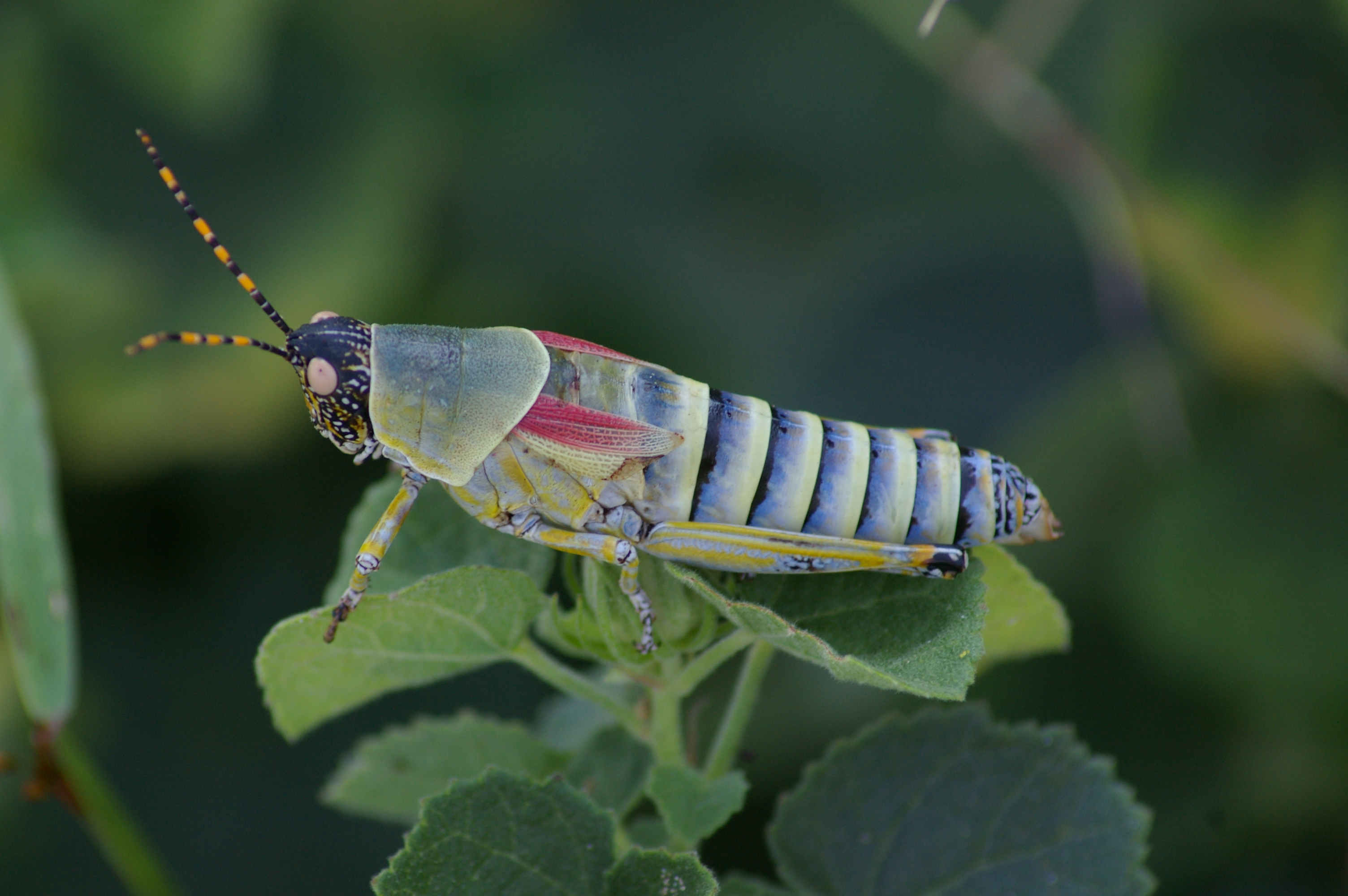